# Phạm Thế Mỹ
Phạm Thế Mỹ (15 tháng 11 năm 1930 – 16 tháng 1 năm 2009) là một nhạc sĩ người Việt Nam. Ông có nhiều sáng tác nhạc vàng được nhiều người yêu thích, ngoài ra còn viết nhạc phản chiến, nhạc đỏ, nhạc kịch và ca vũ kịch. Ông còn có nghệ danh là Sông Đà.

## Tiểu sử
Phạm Thế Mỹ sinh ra tại Đập Đá, An Nhơn, Bình Định, là người con thứ 11 của một gia đình trung lưu. Trên ông có hai người anh là nhà văn Phạm Văn Ký và nhà thơ Phạm Hổ. Từ năm 1947 đến năm 1949, ông học và hoạt động văn nghệ trong trường Thiếu sinh quân ở Liên khu 5. Lúc nhỏ, ông có năng khiếu vượt trội về sáo. Tuy nhiên, đam mê của ông không được cha ủng hộ vì cho rằng chơi sáo dễ mắc bệnh lao, vì vậy cha ông khuyên ông chơi guitar.
Đầu thập niên 1950, ông làm công tác tuyên huấn và làm phóng viên cho báo Quân đội Nhân dân. Sáng tác đầu tay của ông ra đời trong thời gian này là bài "Nắng lên xóm nghèo".
Sau hiệp định Genève, Phạm Thế Mỹ được bố trí ở lại miền Nam Việt Nam. Năm 1959, ông học trường Quốc gia Âm nhạc Sài Gòn. Từ năm 1959 đến năm 1970, ông dạy Việt văn và âm nhạc tại các trường trung học tư thục Bồ Đề, Tây Hồ, Sao Mai, Bán Công, Nguyễn Công Trứ, Tân Thanh,... tại Đà Nẵng. Khoảng năm 1965–1966, ông bị chính quyền Việt Nam Cộng hòa bắt giam vì đấu tranh trong phong trào Phật giáo (thời gian này ông sáng tác bài nhạc bất hủ "Bông hồng cài áo", lấy ý từ đoạn văn của thiền sư Thích Nhất Hạnh). Ra tù, ông sáng tác các bài hát như "Hoa vẫn nở trên đường quê hương," "Người về thành phố," "Những người không chết"... được phổ biến trong phong trào học sinh – sinh viên Sài Gòn. Từ năm 1970 đến 1975, ông là trưởng phòng Văn – Mỹ – Nghệ của Viện Đại học Vạn Hạnh.
Trong thời gian công tác tại Viện Đại học Vạn Hạnh, ông xem Nguyễn Thị Diệu Lý (sinh viên của trường) hát bài "Bông hồng cài áo" trong lần đầu tiên được chọn vào Đội văn nghệ Vạn Hạnh. Việc Diệu Lý chọn bài hát "Bông hồng cài áo" cũng tình cờ vì cô thích bài hát này cũng như đáp ứng tính công chúng thời đó. Đến khi cô trở thành giọng ca chính của Vạn Hạnh thì Diệu Lý mới biết tác giả của "Bông hồng cài áo" là người thầy lâu nay chỉ huy dàn hợp xướng Vạn Hạnh. Điều bất ngờ đến với cả hai là họ đều là đồng hương Bình Định khi quê Diệu Lý ở thành phố Quy Nhơn. Dù ông lớn hơn cô hơn 20 tuổi nhưng cả hai cùng chung quan điểm sống và nảy sinh tình cảm. Họ chính thức kết hôn năm 1975. Hầu hết các tập nhạc của ông đã được xuất bản đều có chung tên người trình bày (kẻ nhạc) là Diệu Lý. Có hai người phụ nữ ảnh hưởng lớn đến cuộc đời sáng tác của Phạm Thế Mỹ: Người thứ nhất là mẹ ông; Người thứ hai chính là vợ, ca sĩ Diệu Lý.
Sau năm 1975, ông công tác tại Phòng Văn hóa – Thông tin Quận 4, Thành phố Hồ Chí Minh. Ông bắt đầu sáng tác những bài hát nhạc đỏ như: "Nhớ ơn Bác, nhớ ơn Đảng" (Giải nhì Hội Âm nhạc thành phố Hồ Chí Minh), "Thắm đượm duyên quê," "Lêna Belicova"...
Sau khi nghỉ hưu, ông sống âm thầm, thiếu thốn tại căn nhà chung cư ở Quận 4, Thành phố Hồ Chí Minh.
Sau thời gian dài bị bệnh, Phạm Thế Mỹ mất vào lúc 3 giờ sáng ngày 16 tháng 1 năm 2009. Trước khi ông mất, nằm trên giường bệnh ông kịp hoàn chỉnh hai trường ca lớn là "Con đường thế kỷ" (đường Hồ Chí Minh) và "Gió Củ Chi".

## Sáng tác
- Áo lụa vàng
- Bão rớt
- Bến duyên lành
- Bóng mát
- Bóng tre xanh
- Bông hồng cài áo (ý văn Thích Nhất Hạnh)
- Bông trắng cài áo
- Buổi chiều quê hương
- Chiếc lá rơi
- Chiều đến thăm anh
- Cho cây rừng còn xanh lá (ý Nguyễn Ngọc Lan)
- Chuyến tàu về quê ngoại
- Còn gì cho em
- Dáng hồng
- Dựng lại quê hương
- Đan áo mùa xuân
- Đàn chim trắng
- Đôi mắt trẻ thơ
- Đưa em về quê hương
- Đường về hai thôn
- Hoa vẫn nở trên đường quê hương
- Hòa bình ơi hãy đến
- Hỡi hồn mẹ Việt Nam
- Huế của ta
- Lêna Belicova
- Lúa đẹp chiều hôm
- Lúa về đêm trăng
- Mai này tôi trở lại (Bỏ làng ra đi)
- Màu áo hoa sim
- Mặt Trời vừa thức dậy
- Mây đầu núi
- Mẹ xưa
- Một mình
- Một sáng bình yên
- Mưa trên cành yêu đương
- Nắng lên xóm nghèo
- Ngõ chiều
- Ngựa hồng trên đồi cỏ non
- Người về thành phố
- Người yêu và con chim sâu nhỏ
- Nhạc buồn đêm sao
- Những ngày xưa thân ái
- Những người không chết
- Nước sông nào chẳng mát chẳng ngon
- Qua bến đò xưa
- Rạng đông trên quê hương Việt Nam
- Rừng cây trút lá
- Sẽ qua đi ngày gió lớn
- Thắm đượm duyên quê
- Thuyền hoa
- Thương quá Việt Nam
- Tiếng chim vườn cũ
- Tình mùa hoa nở
- Tóc mây
- Trang sách mở ra
- Trang sử mới
- Trăng tàn trên hè phố
- Vẫn Huế ngày xưa
- Vườn dâu lá mới
- Xin mẹ hãy ngủ yên

Các tuyển tập nhạc Phạm Thế Mỹ đã xuất bản gồm có:
- Hòa bình ơi, hãy đến (in chung Luân Hoán Lê Vĩnh Thọ, 1969)
- Trái tim Việt Nam (Đối Diện, 1971)
- Cho Trái Đất này vui (Nhà xuất bản Âm nhạc, 1990)
- Trường ca Phạm Thế Mỹ (Nhà xuất bản Âm nhạc, 1996)
- Trang sử mới (sinh viên Phật tử xuất bản tại Pháp)

Ông sáng tác các trường ca như: Lửa thiêng (1963), Hàn giang dậy sóng (1960), Con đường trước mặt (1967), Những dòng sông anh em (1974), Thêm một lần hoa nở (Đại học Vạn Hạnh xuất bản), Những trang sử Việt Nam, Con đường thế kỷ, Gió Củ Chi, Thành phố trăng tròn,... (sau 1975) và tổ khúc Sự sống (1996).
Ngoài ra ông còn viết nhạc kịch, vũ kịch như:
- Vũ kịch: Kim Trọng Thúy Kiều (1962–1966).
- Tiểu ca kịch: Hoa bướm và thiếu nữ (1960), Nước mắt người yêu (1961).
- Nhạc kịch: Sắc lụa trữ la (1958–1960), Tiếng hát dậy từ lòng đất, Miếu âm hồn.

## Cước chú
1. ↑  Có tài liệu là 1932[cần dẫn nguồn]